# Kloster Perseigne

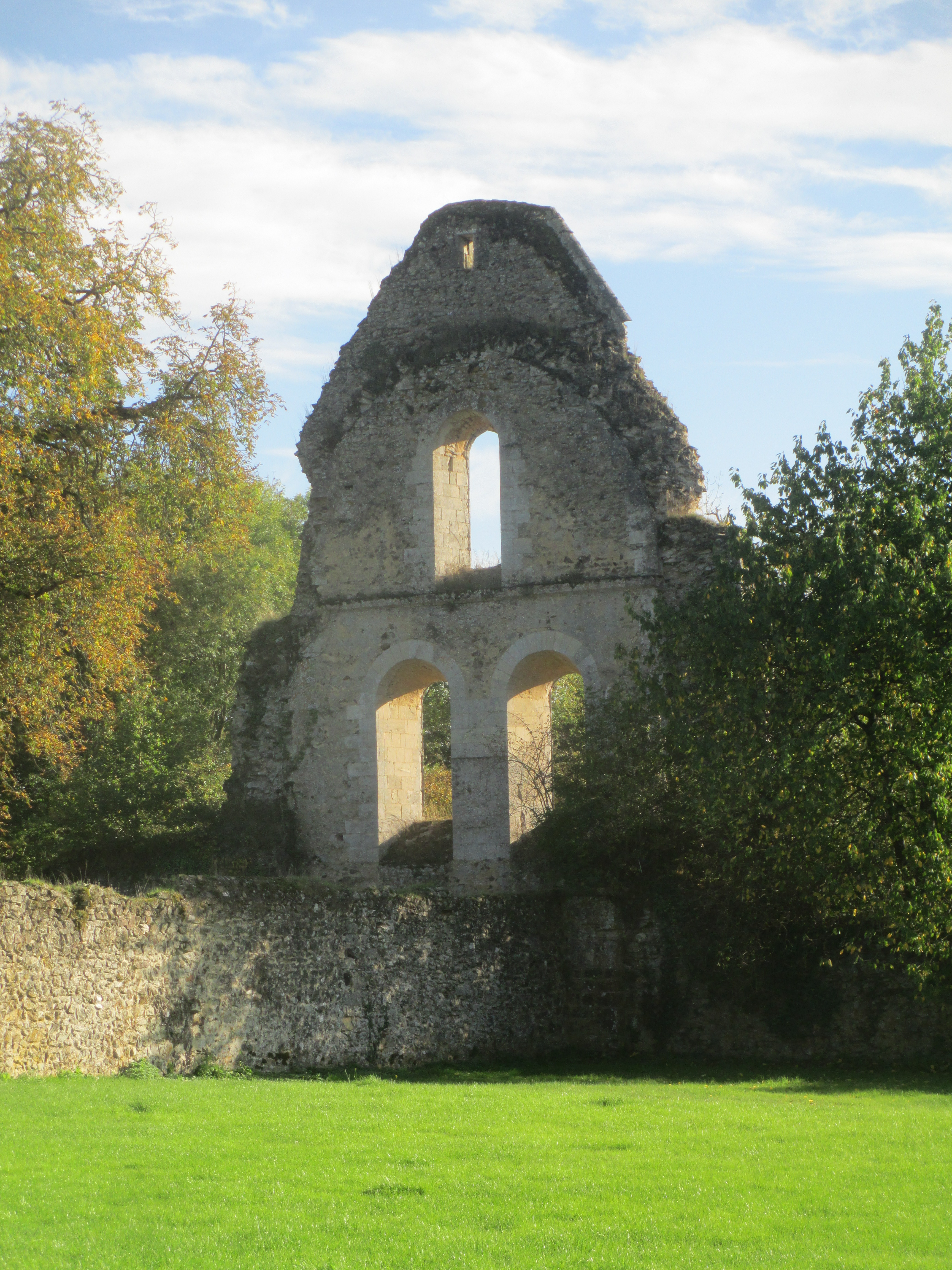
Kloster Perseigne, Ruinen (2013)

Das Zisterzienserkloster Perseigne befindet sich im äußersten Norden des Départements Sarthe am Rand des Forêt de Perseigne und des Regionalen Naturparks Normandie-Maine, nur wenige Kilometer von Alençon entfernt. Geografisch gehören die Ruinen der Abtei heute zur Gemeinde Neufchâtel-en-Saosnois.
Seit 1130 in Vorbereitung, wurde es endlich 1145 von Cîteaux aus gegründet. Das Gelände hatte Wilhelm III. Talvas, Graf von Alençon, zur Verfügung gestellt. Das Kloster wurde 1791 aufgehoben. Heute stehen von ihm nur noch einige Wände.

## Persönlichkeiten
- Helene von Burgund, Tochter von Odo I., Herzog von Burgund, † 1141 in Perseigne
- Thomas von Perseigne, † um 1190, Kommentator des Hohen Lieds
- Adam von Perseigne, † 1221, Abt von Perseigne
- Hélinand von Perseigne, Kommentator der Apokalypse, häufig mit Hélinand von Froidmont († nach 1229) verwechselt oder gleichgesetzt
- Charles de Bourbon (1523–1590), Abt von Perseigne, 1548 Kardinal, 1550 Erzbischof von Rouen